# 北京JJ迪斯科广场
北京JJ迪斯科广场（英語：JJ DISCO），位于北京市西城区新街口北大街74-76号，是北京最早一家DISCO舞厅。

## 简介
北京JJ迪斯科广场成立于1994年，是北京最早一家DISCO舞厅，也是JJ连锁迪厅之一，提供蹦迪、KTV等服务。北京JJ迪斯科体育娱乐有限公司成立于1994年，下设的北京JJ迪斯科广场于1994年12月7日正式开业，成为北京最早的大型迪厅，也是中华人民共和国最早且规模最大的娱乐场所之一。2001年12月7日，北京JJ迪斯科广场重新装修后开业，营业面积达到近3000平方米，增设KTV包房19间。
2002年新年伊始，中国国家足球队的郝海东、孙继海参加了在北京JJ迪斯科广场举行的签约格威特新闻发布会，二人将出任格威特形象大使。
2003年9月6日晚，获得第五届CCTV-MTV音乐盛典得票选奖项提名的中国内地歌手那英、孙楠、老狼、满江等人来到北京JJ迪斯科舞厅，为歌迷现场表演，为自己现场拉票；“新裤子”乐队也现场表演为CCTV-MTV音乐盛典助力。
2006年3月1日，新修订的《娱乐场所管理条例》正式实施。当晚，北京市公安局治安管理总队会同文化主管部门，对包括北京JJ迪斯科广场在内的北京市若干娱乐场所进行了检查，未发现不符合规定的情况。 
2006年8月1日，北京JJ迪斯科广场JJ2006“魅力先生”PK赛活动开始。